# پیترو لئون
پیترو لئون (به ایتالیایی: Pietro Leone) بازیکن فوتبال و  اهل ایتالیا است که از سال ۱۹۱۱ میلادی عضو تیم ملی فوتبال ایتالیا بوده و در ۹ بازی ملی حضور داشته‌است. او در بازی‌های ملی‌اش گلی به ثمر نرساند.
پیترو لئون آخرین بازی ملی خود را در سال ۱۹۱۴ میلادی انجام داد.